# Heliga apostlarna Petrus och Paulus kyrka, Turija
Heliga apostlarna Petrus och Paulus kyrka (serbisk kyrilliska: Црква Светих апостола Петра и Павла; latinska: Crkva Svetih apostola Petra i Pavla) är en serbisk-ortodox kyrkobyggnad belägen i byn Turija, i staden och kommunen Kučevo, i den statistiska regionen Södra och östra Serbien, i Serbien.
Kyrkan är helgad åt apostlarna Petrus och Paulus och tillhör Braničevos stift.

## Bilder

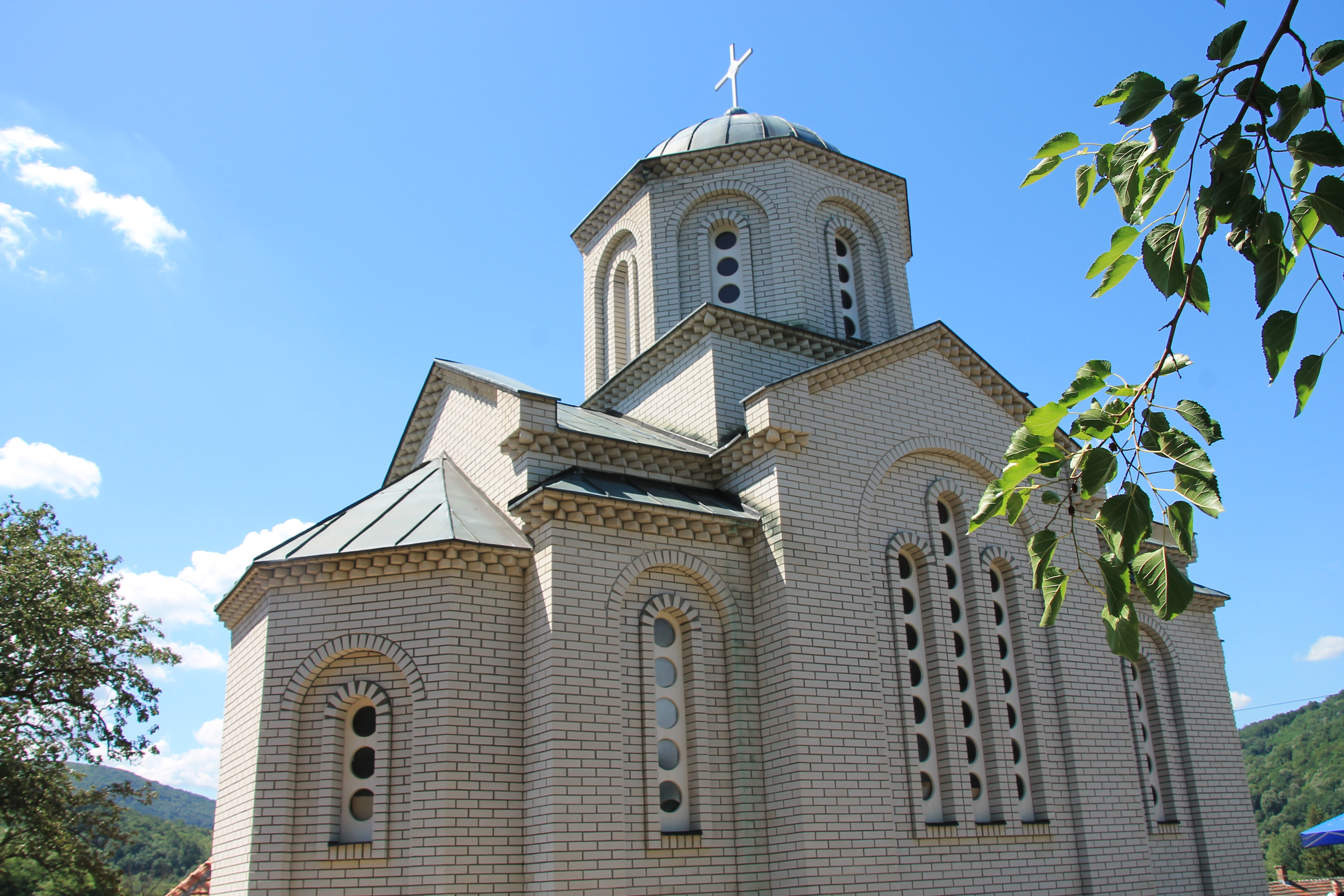
Baksidan och absiden.
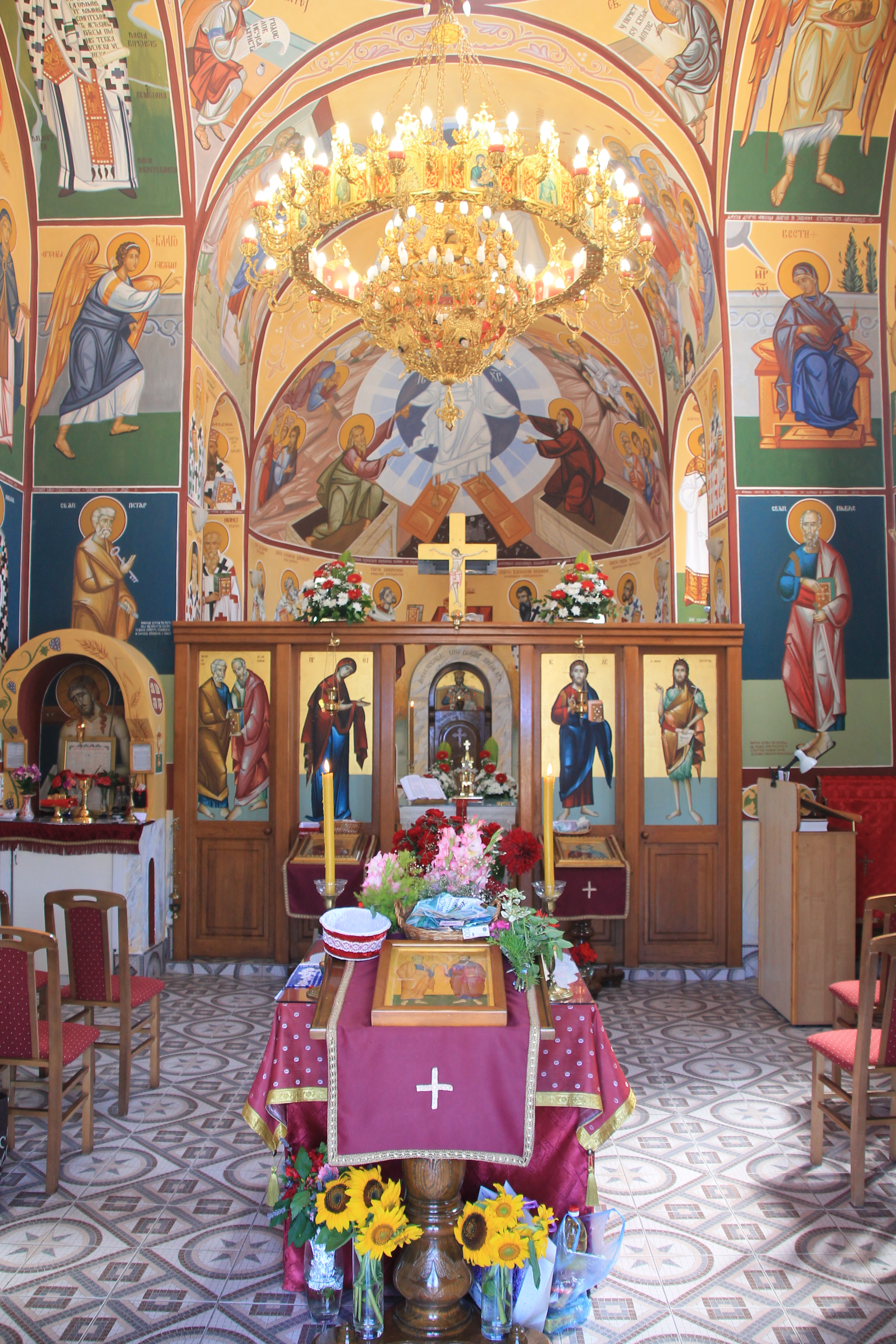
Kyrkans interiör mot ikonostasen.
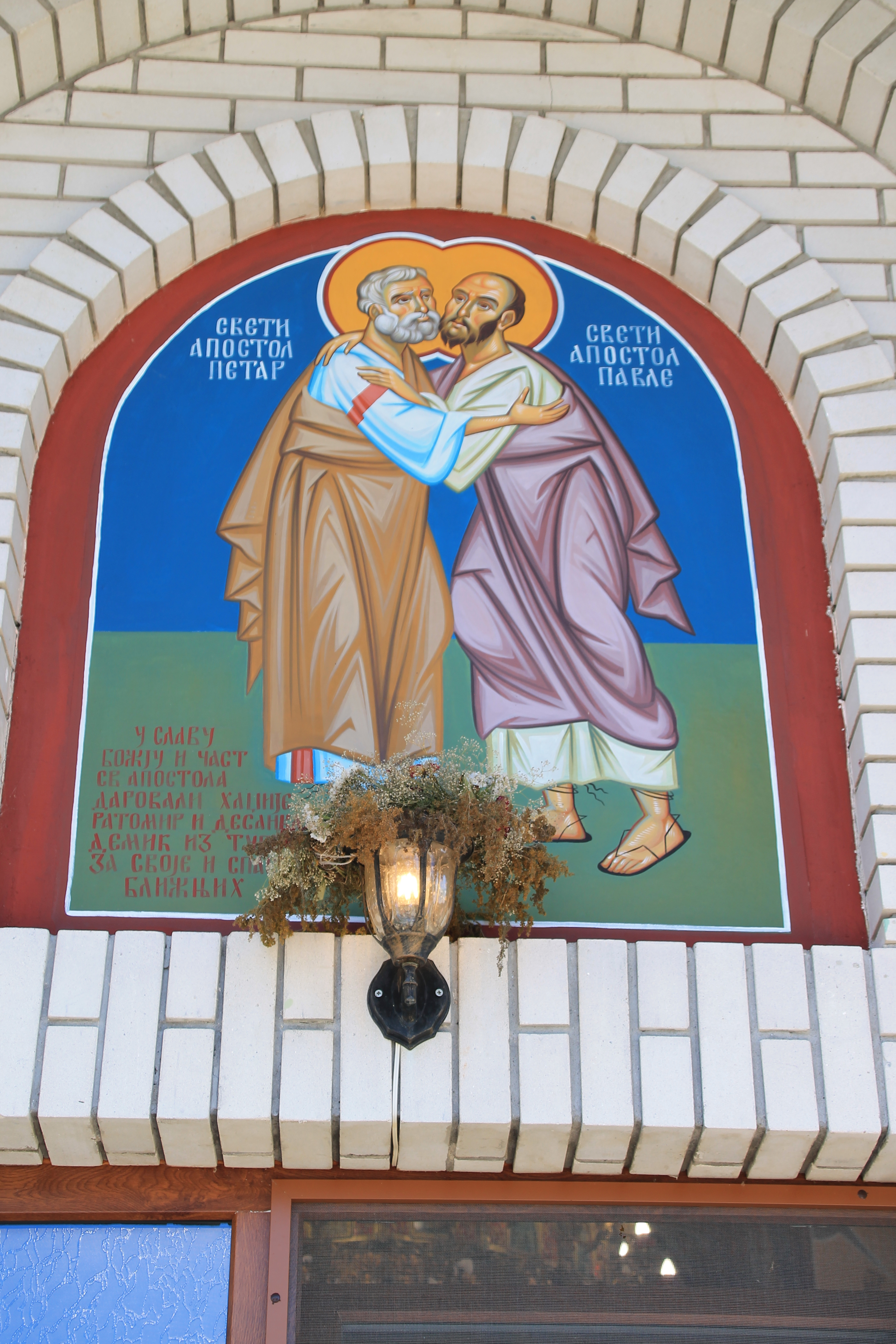
Petrus och Paulus avbildade på en fresk ovanför entrén.
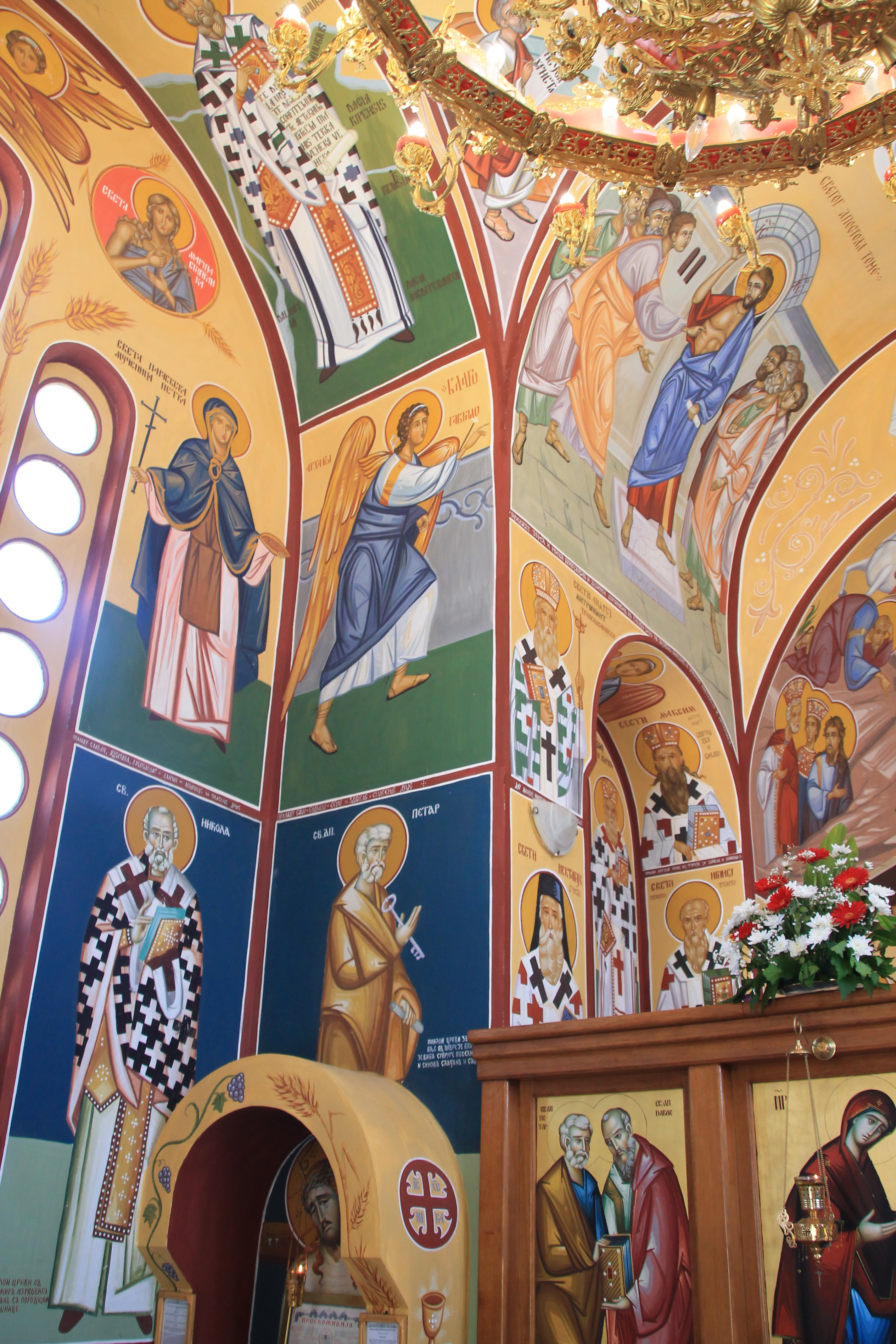
Interiören.
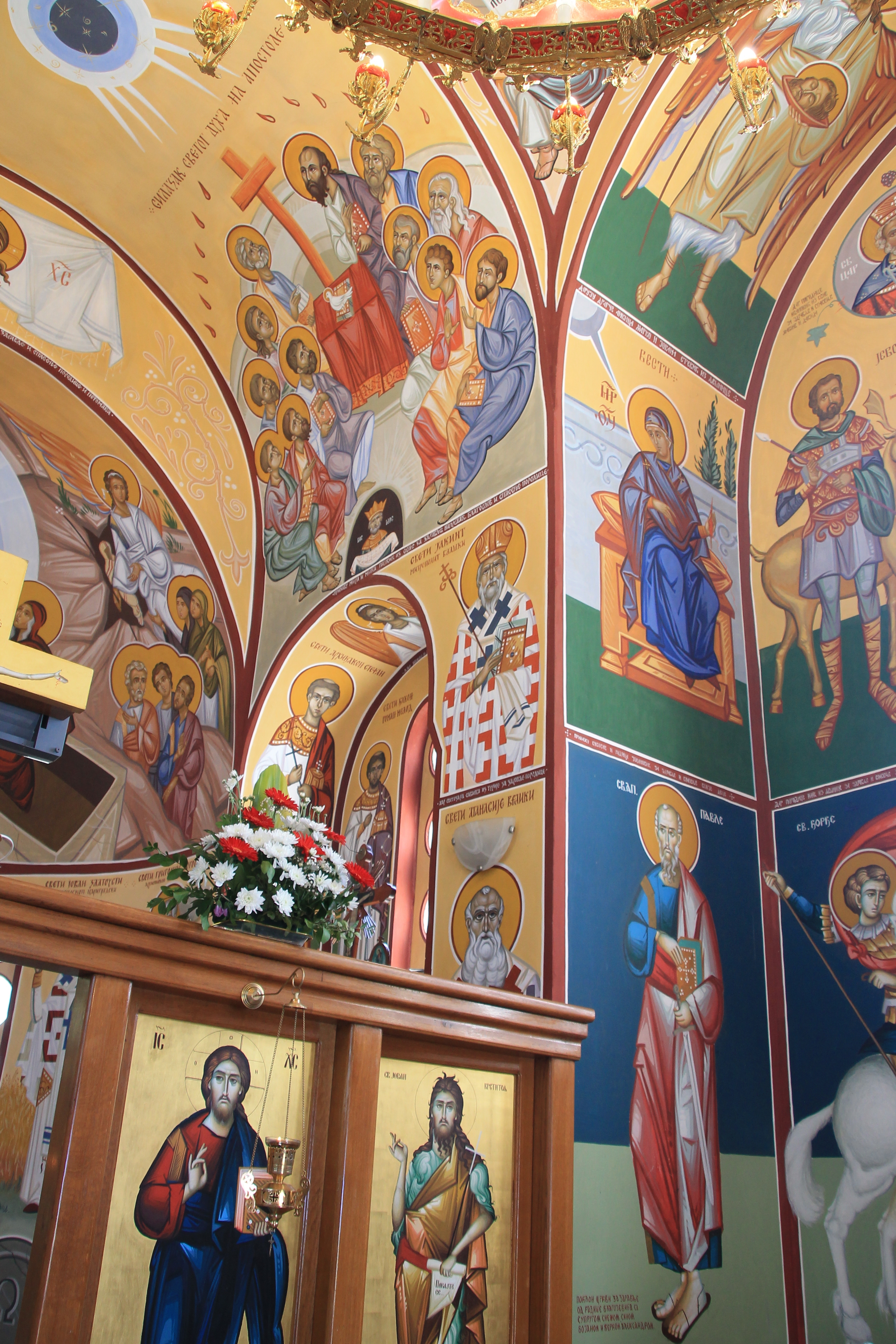
Interiören.
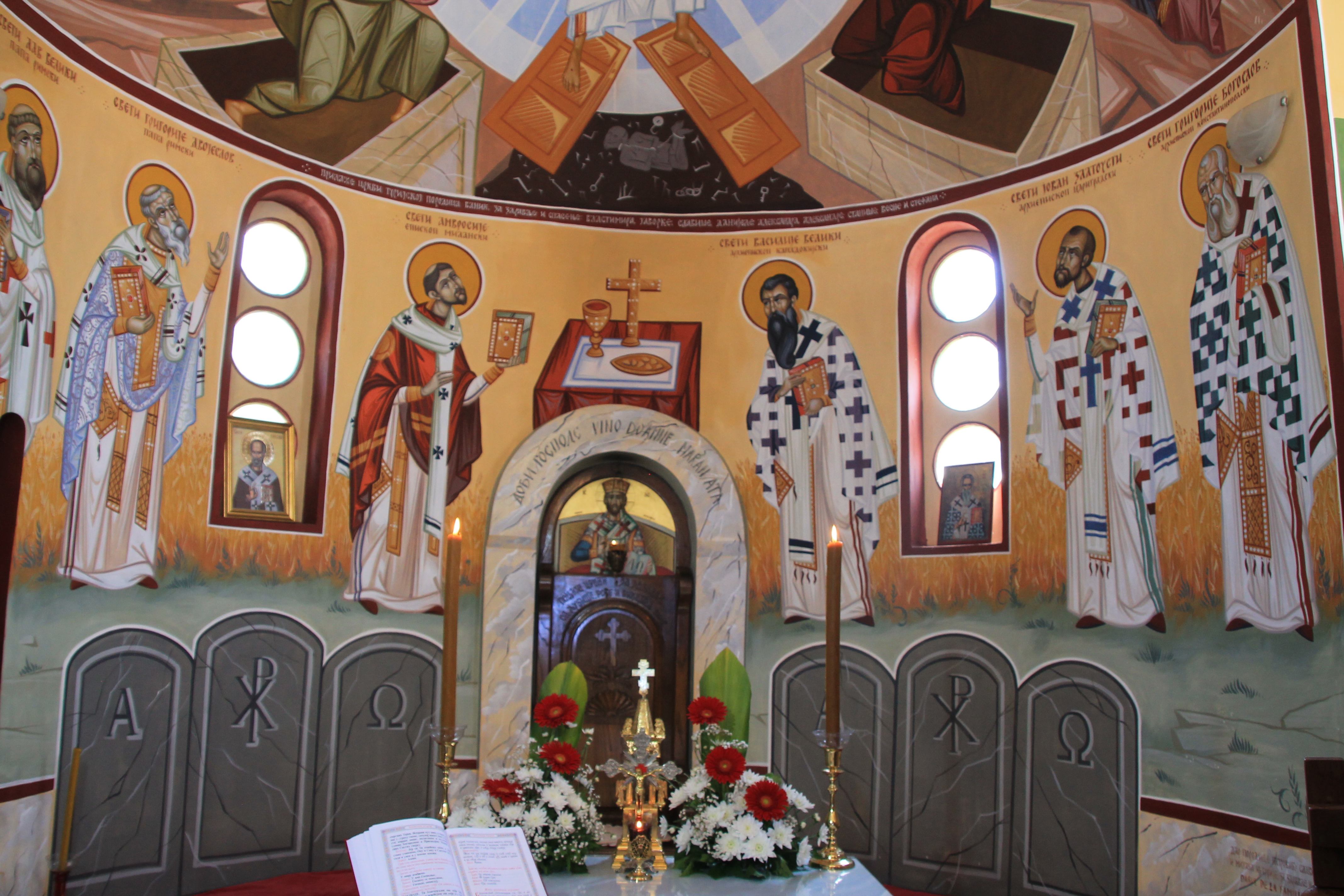
Absiden inifrån.
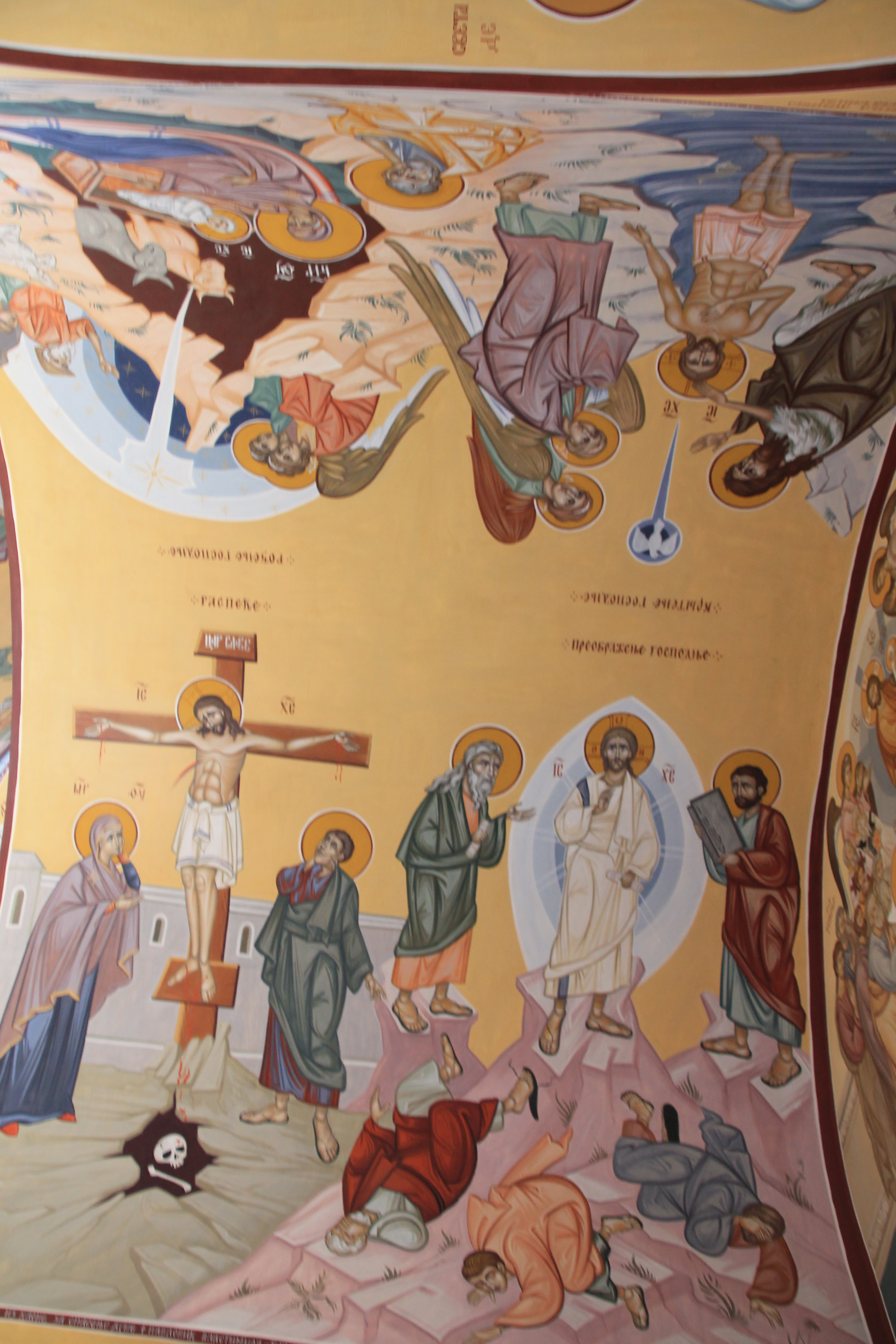
Fresker föreställande bland annat Jesu korsfästelse.